# Cesano Maderno
Cesano Maderno is een gemeente in de Italiaanse provincie Monza e Brianza (regio Lombardije) en telt 34.653 inwoners (31-12-2004). De oppervlakte bedraagt 11,5 km², de bevolkingsdichtheid is 2982 inwoners per km².
De volgende frazioni maken deel uit van de gemeente: Binzago

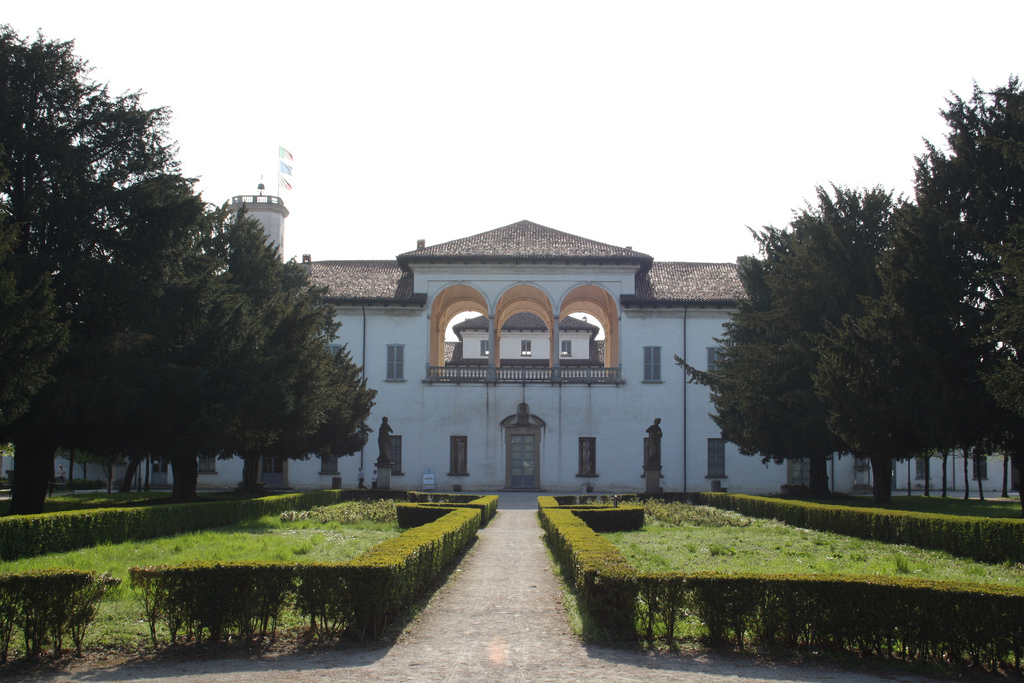
Palazzo Borromeo
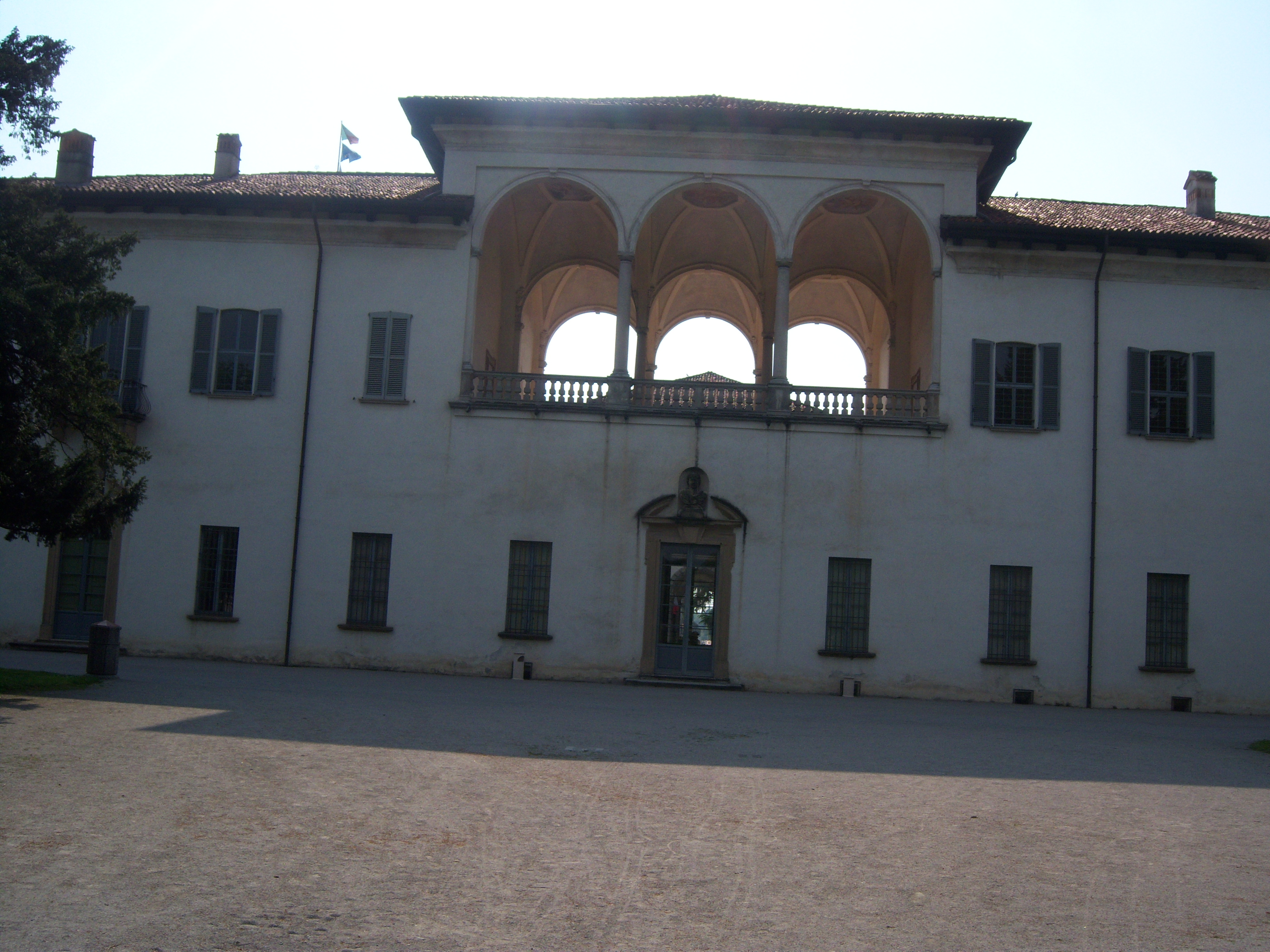
Palazzo Borromeo
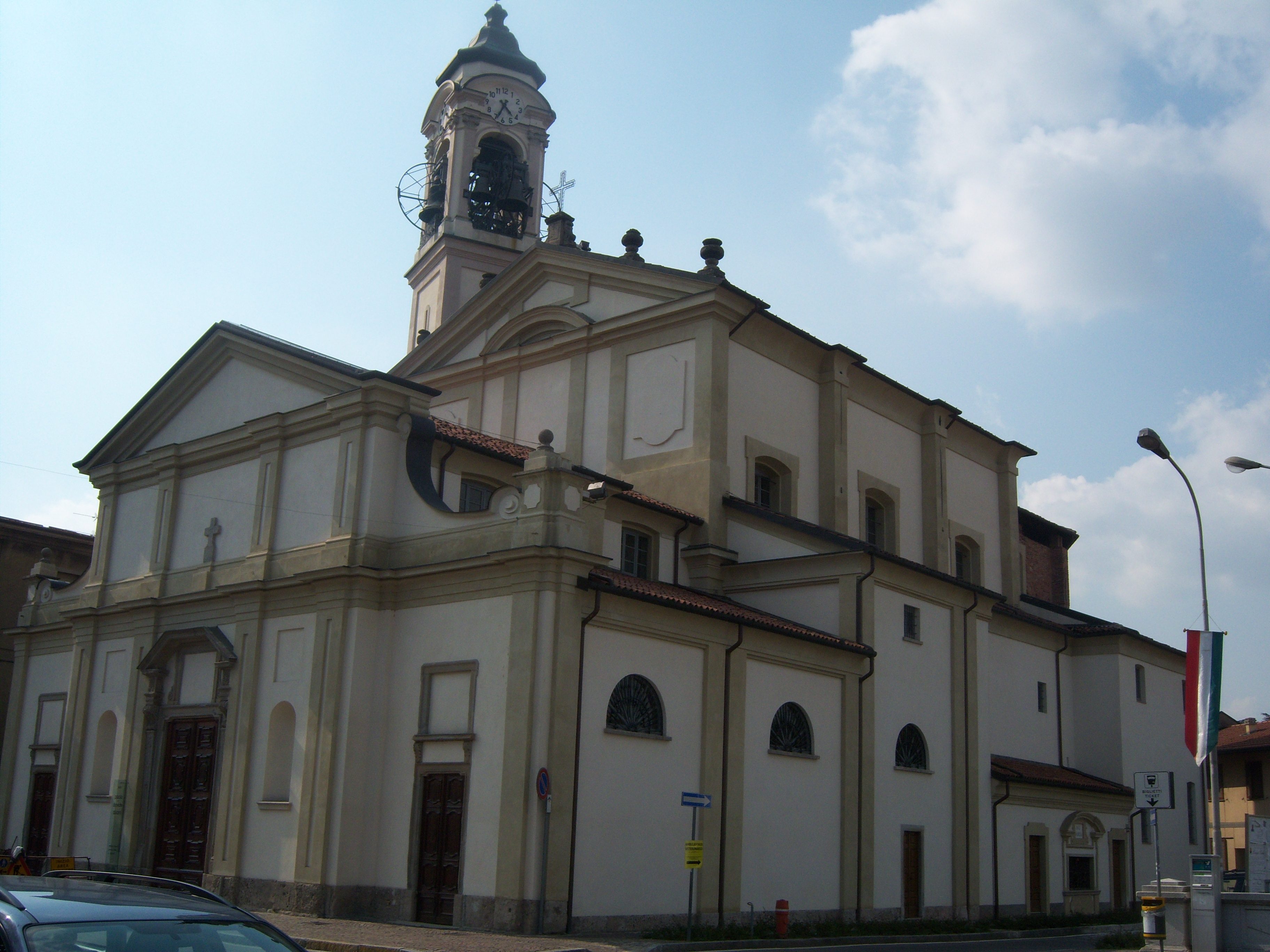
Kerk van Cesano Maderno

## Demografie
Cesano Maderno telt ongeveer 13842 huishoudens. Het aantal inwoners steeg in de periode 1991-2001 met 3,6% volgens cijfers uit de tienjaarlijkse volkstellingen van ISTAT.
| Jaar | Inwoneraantal |
| ---- | ------------- |
| 1991 | 31.934        |
| 2001 | 33.094        |

## Geografie
Cesano Maderno grenst aan de volgende gemeenten: Seregno, Seveso, Cogliate, Ceriano Laghetto, Desio, Bovisio-Masciago.